# Karangwangi (Binong)
Karangwangi is een bestuurslaag in het regentschap Subang van de provincie West-Java, Indonesië. Karangwangi telt 3605 inwoners (volkstelling 2010).